# 桑科尔
桑科尔（Sankhol），是印度哈里亚纳邦Jhajjar县的一个城镇。总人口5178（2001年）。

## 人口
该地2001年总人口5178人，其中男性2816人，女性2362人；0—6岁人口692人，其中男409人，女283人；识字率69.54%，其中男性为77.56%，女性为59.99%。